# Recinte fortificat de Palou
El Recinte fortificat de Palou és la muralla de Palou, al municipi de Torrefeta i Florejacs (Segarra), declarada bé cultural d'interès nacional.

## Descripció
Al centre del nucli de Palou es conserven algunes estructures fortificades. Aquestes restes estan amagades per les edificacions que tenen adossades o que les aprofiten en la seva estructura. Els murs fortificats es troben en els límits dels carrers Portal, Raval de Baix i Capellans. Els habitatges que aprofiten aquests murs en planta tenen un perfil lineal irregular. Algunes parts dels murs han estat consolidades repicant i rejuntant la pedra alhora que s'han intentat remarcar alguns elements arquitectònics com els contraforts o altres motlluracions.
On hi havia anteriorment el castell es troba una casa senyorial que se situa al centre del nucli antic. De l'antiga fortalesa no s'ha conservat cap resta.